# Cabo Verde en los Juegos Olímpicos de París 2024
Cabo Verde estuvo representado en los Juegos Olímpicos de París 2024 por siete deportistas, cuatro hombres y tres mujeres, que compitieron en cinco deportes.
Los portadores de la bandera en la ceremonia de apertura fueron el boxeador Daniel Varela de Pina y la judoka Djamila Silva.

## Medallistas
El equipo olímpico caboverdiano obtuvo las siguientes medallas:
| Nombre                | Deporte | Competición |
| --------------------- | ------- | ----------- |
| Oro                   |         |             |
| —                     |         |             |
| Plata                 |         |             |
| —                     |         |             |
| Bronce                |         |             |
| Daniel Varela de Pina | Boxeo   | 51 kg M     |